# 1966年ニュージーランド航空DC-8墜落事故
1966年ニュージーランド航空DC-8墜落事故は、1966年7月4日にニュージーランド航空で発生した航空事故てある。オークランド国際空港で飛行訓練を行っていたダグラス DC-8-52が離陸時に墜落し、乗員5人中2人が死亡した。この事故はニュージーランド航空が起こした最初の死亡事故だった。

## 飛行の詳細

### 事故機
事故機のダグラス DC-8-52（ZK-NZB）は、1965年に製造された機体で、総飛行時間は2275時間だった。

### 乗員
事故当時は、訓練飛行のため5人の乗員しか搭乗していなかった。機長の総飛行時間は17,966時間で、DC-8では497時間の経験があった。副操縦士の総飛行時間は4,200時間で、DC-8では21時間の経験があった。

## 事故の経緯
15時50分、DC-8は訓練飛行のため滑走路23へ向けてタキシングを開始した。訓練は約2時間の予定で、15時59分に離陸許可を得た。パイロットは離陸時に、急速な機首上げを行った。そのため、機体尾部が滑走路に接触しかけた。また、機体は右に傾きだし、スリップしながら高度を失い始めた。最終的に機体は右に50度近く傾き、右翼が地面に接触し、分離した。そのまま機体は機首から地面に激突し、大破した。事故により機長と航空機関士が死亡し、3人が負傷した。

## 事故原因
制御を失った原因は第4エンジンが逆噴射状態になったことだった。パイロットは第4エンジンが故障した状態を想定するためにスロットルレバーをアイドル位置まで戻したが、スロットルの動きが急速だったため慣性力が働き、誤ってリバースレバーが作動した。これにより、速度が最小制御速度まで増加せず、機体がスリップし始めた。パイロットは逆噴射装置の作動に気づいたが、その時にはすでに機体の姿勢を回復するだけの十分な高度と時間が無くなっていた。